# Petar Baćović
Petar Baćović (Servo-croata cirílico: Петар Баћовић; 1898 – Abril de 1945) foi um comandante bósnio-sérvio Chetnik (vojvoda, војвода) dentro da Iugoslávia ocupada durante a Segunda Guerra Mundial. Do verão de 1941 até abril de 1942, ele chefiou o gabinete do Ministério de Assuntos Internos do Governo de Salvação Nacional da Sérvia de Milan Nedić no território da Sérvia ocupado pelos alemães. Em maio e junho de 1942, Baćović participou da ofensiva conjunta ítalo-Chetnik contra os guerrilheiros iugoslavos em Montenegro. Em julho de 1942, Baćović foi nomeado pelo líder chetnik Draža Mihailović e seu Comando Supremo como comandante das unidades Chetnik nas regiões do leste Bósnia e Herzegovina dentro do Estado Independente da Croácia (em croata:  Nezavisna Država Hrvatska, NDH). Nesta função, Baćović continuou a colaborar com os italianos contra os guerrilheiros iugoslavos, com os seus chetniks formalmente reconhecidos como auxiliares italianos a partir de meados de 1942.
Junto com outros Chetniks, em agosto e setembro de 1942, Baćović e seus Chetniks realizaram massacres de civis muçulmanos e croatas da Bósnia e de pessoas simpatizantes do movimento partidário, totalizando mais de 5.000 mortos. No mês seguinte, enquanto participavam de uma operação conjunta ítalo-alemã em torno de Prozor, a Operação Alfa, Baćović e seus Chetniks queimaram aldeias croatas e muçulmanas e mataram entre 500 e 2.000 croatas e muçulmanos. Os italianos reagiram fortemente a isto e ameaçaram retirar o seu apoio aos Chetniks, após o que Baćović tentou distanciar-se dos assassinatos. Os Chetniks de Baćović cometeram mais atrocidades contra croatas e muçulmanos em Mostar e Konjic em novembro e em Vrlika em janeiro de 1943. No início de 1943, Baćović foi nomeado voivoda pelo enfermo principal líder do Chetnik na Herzegovina, Ilija Trifunović-Birčanin. Baćović envolveu-se em considerável propaganda antissemita dirigida à liderança partidária.
Em abril de 1945, ele foi capturado perto de Banja Luka por elementos das Forças Armadas do Estado Independente da Croácia (HOS) junto com os líderes chetniks Pavle Đurišić e Zaharije Ostojić, e o ideólogo chetnik Dragiša Vasić no que aparentemente era uma armadilha. Segundo algumas fontes, Baćović e os outros foram levados para a área do campo de concentração de Jasenovac, onde foram mortos.

## Biografia
Petar Baćović nasceu em 1898 em Kalinovik, uma vila dentro do Vilaiete da Bósnia, uma província do Império Otomano que foi ocupada pela Áustria-Hungria em 1878 (atual Bósnia e Herzegovina). Seu pai, Maksim, era chefe de clã. Antes da Segunda Guerra Mundial, Baćović era major da reserva do Exército Real Iugoslavo. Ele também estudou direito, fez trabalho jurídico e foi tabelião do governador imediatamente antes do início da guerra. 

## Segunda Guerra Mundial

### Ministério da Administração Interna sob Nedić
A partir do verão de 1941, Baćović chefiou o gabinete do Ministério de Assuntos Internos do Governo de Salvação Nacional da Sérvia de Milan Nedić, instalado pelos alemães, no território da Sérvia ocupado pelos alemães.  O líder Chetnik Draža Mihailović, sem controle direto sobre os muitos bandos Chetnik independentes em toda a Iugoslávia dividida e ocupada, correspondia-se com alguns de seus líderes por carta e correio.  Na sequência de um acordo entre Nedić e Mihailović, em abril de 1942 Baćović deixou Belgrado e foi juntar-se aos Chetniks que operavam no leste da Bósnia, então parte do estado fantoche do Eixo, o Estado Independente da Croácia (em croata:  Nezavisna Država Hrvatska, NDH).  Ele foi enviado como representante permanente de Mihailović para Dobroslav Jevđević e Ilija Trifunović-Birčanin, os principais porta-vozes das bandas Chetnik na Herzegovina. 

### Ofensiva de Montenegro em 1942
De meados de maio ao início de junho de 1942, Baćović participou da ofensiva conjunta ítalo-Chetnik de 1942 em Montenegro contra os guerrilheiros, que também incluiu operações no leste da Herzegovina.  Baćović liderou as forças de Chetnik na luta contra os guerrilheiros na região de Sandžak, que ficava na fronteira entre a província italiana de Montenegro e o território da Sérvia ocupado pelos alemães. Suas tropas lutaram ao lado dos Sandžak Chetniks liderados por Zdravko Kasalović e Vojislav Lukačević, e do destacamento Požega Chetnik liderado por Vučko Ignjatović e Miloš Glišić. Os Požega Chetniks foram "legalizados" como auxiliares pelo governo fantoche de Nedić com a aprovação dos alemães. Estas forças também lutaram ao lado da 19.ª Divisão de Infantaria italiana Venezia e da 5.ª Divisão Alpina Pusteria, e foram uma das três principais formações Chetnik envolvidas na ofensiva conjunta, sendo as outras lideradas pelos sérvios montenegrinos Pavle Đurišić e Bajo Stanišić. Face ao ataque em três frentes, as forças partidárias em menor número retiraram-se de Montenegro e do leste da Herzegovina para o sudeste da Bósnia e depois empreenderam a Longa Marcha Partidária para o oeste da Bósnia. No final de maio, Baćović apresentou um relatório a Mihailović sobre as tropas de Đurišić e as quantidades significativas de armas e equipamentos que recebeu dos italianos. 

### Legalização pelos italianos
No verão de 1942, depois que a ordem foi estabelecida em partes significativas da zona de ocupação italiana do NDH, os líderes do destacamento Chetnik, incluindo Petar Samardžić, Momčilo Đujić, Uroš Drenović, Jevđević, Trifunović-Birčanin, e seus principais porta-vozes políticos com o Segundo Exército Italiano. Os quartéis-generais do Exército foram reconhecidos como auxiliares pelos italianos. No início daquele verão, o comandante do Segundo Exército Italiano, Generale designato d'armata (General em exercício) Mario Roatta, concordou com a entrega de armas, munições e suprimentos aos Chetniks. Em 16 de julho de 1942, Baćović, atuando como um dos organizadores militares de Jevđević, informou a Mihailović que a grande maioria dos 7.000 Chetniks na Herzegovina estavam bem equipados com armas pequenas e haviam sido "legalizados" pelos italianos. Combinado com o grupo de Đujić, o número de Chetniks "legalizados" na zona italiana do NDH era de 10.000 ou mais. 
A partir de março de 1942, Mihailović procurava oportunidades para criar um "corredor nacional" ligando todos os grupos Chetnik que operavam nas áreas ocupadas pelos italianos do NDH, desde Montenegro, Herzegovina, Dalmácia, até Lika e oeste da Bósnia.  Em junho, para promover o objetivo de Mihailović de criar um "corredor nacional", Jevđević ofereceu enviar 2.000 chetniks da Herzegovina para a Dalmácia, onde seriam colocados sob o controle de Trifunović-Birčanin. A transferência das forças Chetnik para a Dalmácia também criou uma oportunidade para atacar a maior concentração de forças partidárias da época, que estava no oeste da Bósnia. 
No início de junho de 1942, as tropas de Petar Baćović e Miloš Glišić atacaram juntas os guerrilheiros. Os chetniks chegaram rapidamente a Foča, forçando os guerrilheiros a recuar para Gacko. Eles encontraram as forças do NDH e capturaram a cidade deles em 10 de junho. Desta vez a população muçulmana não foi prejudicada. Esta captura foi apenas temporária, pois os italianos, pressionados pelos alemães e Ustaše, ordenaram que os chetniks recuassem em 30 de julho, e Baćović capturou a contragosto os soldados do NDH. 

### Conferência Zimonjić Kula
Em 22 e 23 de julho de 1942,  Mihailović realizou uma conferência em Zimonjić Kula, perto de Avtovac, no leste da Herzegovina,  que contou com a presença de Trifunović-Birčanin,  Đurišić, Jevđević, Zaharije Ostojić, Radovan Ivanišević, Milan Šantić e um grupo de comandantes Chetnik da Herzegovina.  O objetivo da reunião era estabelecer a cooperação entre os líderes Chetnik da Herzegovina e do Montenegrino.  Baćović foi nomeado comandante do Chetnik para o leste da Bósnia e Herzegovina, substituindo Boško Todorović,  que foi capturado e executado pelos guerrilheiros no final de fevereiro de 1942.  Trifunović-Birčanin foi nomeado comandante do Chetnik para a Dalmácia, Lika e oeste da Bósnia. 
O historiador Fikreta Jelić-Butić acredita que a ideia de uma ofensiva antipartidária também foi discutida na conferência como uma resposta potencial ao acordo de Zagreb concluído entre a Itália e o NDH em Junho.  O acordo de Zagreb anunciou uma grande retirada das forças de ocupação italianas de grandes áreas do NDH, incluindo áreas da Bósnia ao sul da linha de demarcação ítalo-alemã, bem como Kordun, Lika e Dalmácia,  e os líderes Chetnik acreditavam que isso reduziria a área em que poderiam operar com o consentimento italiano. No segundo dia da conferência, Jevđević e Trifunović-Birčanin viajaram para a vizinha Trebinje e conversaram com dois outros comandantes do Chetnik, Radmilo Grđić e Milan Šantić, que concordaram com um conjunto de objetivos e uma estratégia para alcançá-los: 
- a criação da Grande Sérvia;
- a destruição dos Partidários;
- a remoção dos católicos (croatas) e muçulmanos;
- não reconhecimento do NDH;
- nenhuma colaboração com os alemães; e
- colaboração temporária com os italianos para armas, munições e alimentos.

Os Chetniks dirigiram-se a uma multidão em Trebinje, anunciando que tinham células em todas as aldeias do leste da Herzegovina e que estavam a estabelecer uma Grande Sérvia.  Apenas cinco dias após a nomeação de Baćović, o comandante do Estado-Maior de Montanha dos Destacamentos Chetnik da Bósnia, Stevan Botić, exigiu a substituição de Baćović. Botić nomeou-se comandante do Estado-Maior da Montanha depois que o comandante anterior, Jezdimir Dangić, foi preso em Bajina Bašta em abril de 1942.  Botić e os seus aliados opuseram-se ao controlo de Mihailović porque eram a favor de uma organização política em vez de estritamente militar, queriam continuar a aliança com o regime de Nedić que Dangić tinha forjado e se opunham ao controlo dos Chetniks bósnios por não-bósnios. Botić também queria permanecer independente de Mihailović para que pudesse matar livremente muçulmanos e croatas bósnios sem prejudicar a posição de Mihailović junto ao povo sérvio através da estreita associação com as atividades de Botić.  Logo após a conferência, Baćović e Trifunović-Birčanin estavam negociando com o pessoal do quartel-general do VI Corpo de exército italiano e do XVIII Corpo de exército sobre a ofensiva proposta contra os guerrilheiros no oeste da Bósnia. 
Em agosto, Baćović estava defendendo a "liquidação" do Mountain Staff de Botić porque eles estavam criando desunião e tentando politizar o movimento Chetnik na Bósnia e Herzegovina no modelo da Liga dos Agricultores,  que defendia os interesses dos bósnios. Camponeses sérvios contra proprietários de terras muçulmanos durante o período entre guerras .  Em 6 de agosto de 1942, em um esforço contínuo de Chetnik para eliminar os inimigos externos e expurgar suas próprias fileiras, Baćović ordenou aos comandantes subordinados de todos os corpos e brigadas que apresentassem listas de tais indivíduos com sugestões sobre como lidar com eles. Os comandantes de brigada foram obrigados a enviar três assassinos para matar qualquer pessoa que eles rotulassem com a letra "Z" (do servo-croata: zaklati, que significa "abate") dentro de 24 horas após o recebimento do nome. Baćović exigiu que “o assassinato deve ser feito exclusivamente com o uso de faca de abate”. 

### Captura de Foča e massacres de muçulmanos e croatas

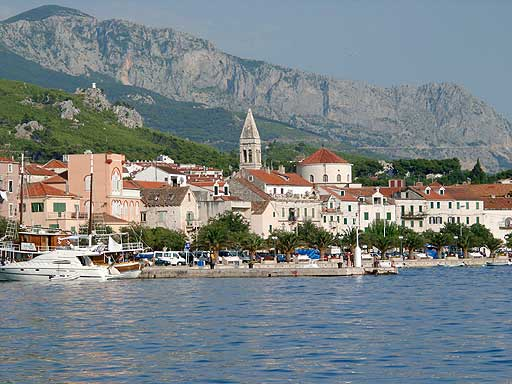
Os Chetniks de Baćović mataram 900 croatas em aldeias ao redor da cidade costeira de Makarska

Em 19 de agosto, os chetniks comandados por Ostojić, mas oriundos principalmente do Destacamento Lim-Sandžak Chetnik de Đurišić e agindo sob as ordens de Mihailović, atacaram e capturaram a cidade de Foča, no leste da Bósnia, que havia sido abandonada pelos guerrilheiros em junho e então foi ocupada pelas forças do NDH. Após uma batalha de duas horas, as unidades Chetnik entraram em Foča e começaram a massacrar a população muçulmana da cidade, independentemente do sexo e da idade.  De acordo com os relatórios iniciais do Chetnik, um total de 1.000 pessoas foram mortas, incluindo cerca de 450 membros da Guarda Nacional Croata e da Milícia Ustaše, bem como cerca de 300 mulheres e crianças. Relatórios posteriores do Chetnik afirmaram que entre 2.000 e 3.000 foram mortos em Foča após sua captura.  Poucos dias depois de terem tomado Foča, Baćović e Jevđević relataram a Mihailović que todos os vestígios do massacre tinham sido removidos e tinham anunciado formalmente que os responsáveis pelos saques e assassinatos tinham sido fuzilados.  Oito dias após a captura de Foča, escreveu Baćović, "naquela ocasião, 1.200 Ustaše uniformizados e cerca de 1.000 muçulmanos comprometidos morreram, enquanto sofremos apenas quatro mortos e cinco feridos".  
Num campo perto de Ustikolina e Jahorina, no leste da Bósnia, os Chetniks de Baćović e Ostojić massacraram cerca de 2.500 muçulmanos e queimaram várias aldeias. Baćović também matou vários simpatizantes partidários em outros lugares.  Em setembro de 1942, Baćović completou uma visita às unidades Chetnik na Herzegovina e relatou que o moral da população era excelente e que as ações dos Ustaše e dos Partidários estavam atraindo a população para os Chetniks.   Nesse mesmo mês, os seus Chetniks mataram 900 croatas durante o massacre de Makarska.  Os relatórios de Baćović deixaram claro que as suas forças estavam a realizar operações planeadas para matar ou expulsar a população muçulmana e católica da Herzegovina. Um desses relatórios afirmava que durante ataques de represália contra as cidades de Ljubuški, no oeste da Herzegovina, e Imotski, no interior da Dalmácia, os seus chetniks esfolaram vivos três padres católicos, mataram todos os homens com mais de quinze anos de idade e arrasaram 17 aldeias.   

### Operação Alfa e massacres subsequentes

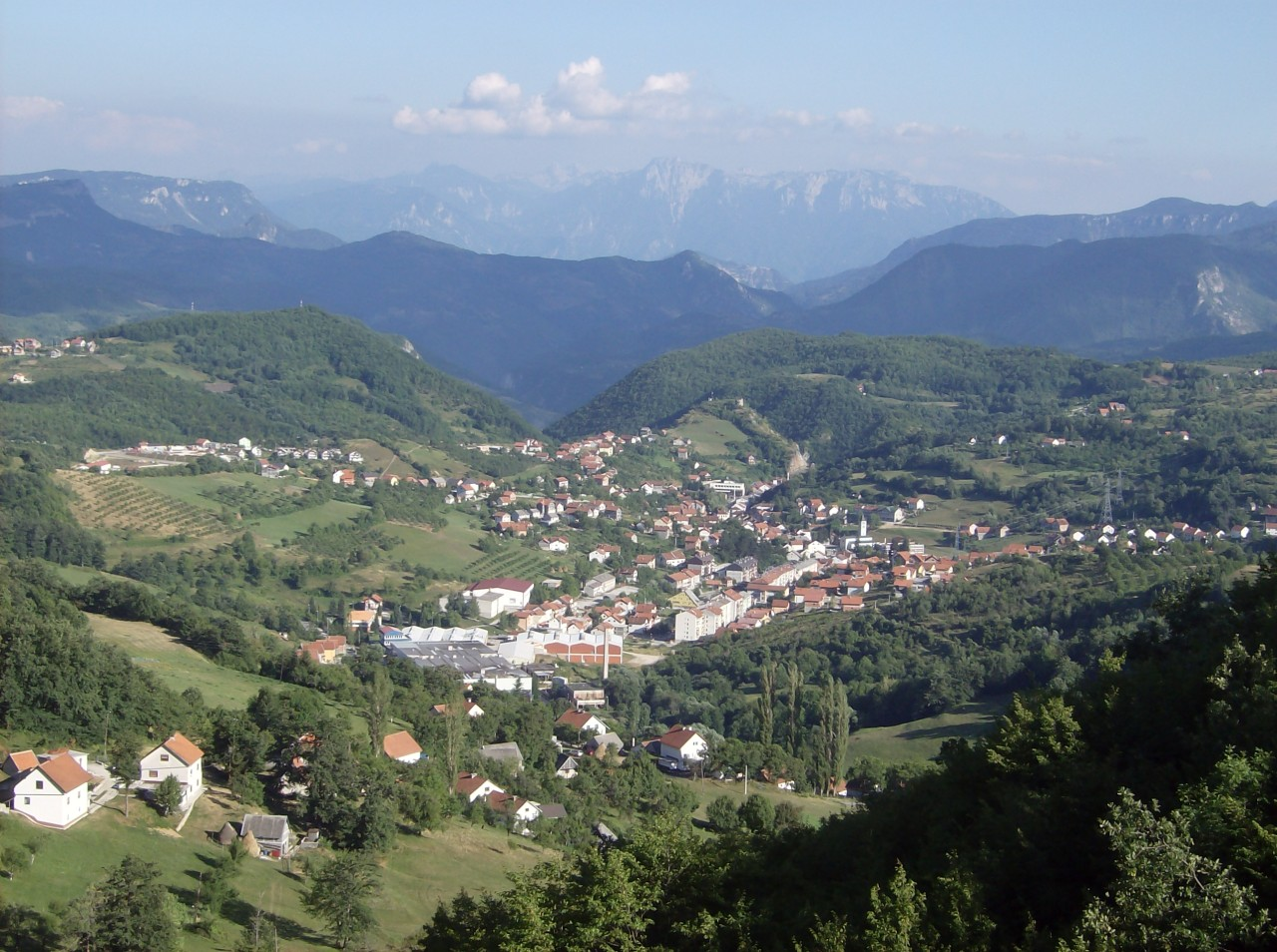
Os Chetniks de Baćović mataram centenas de civis muçulmanos e croatas em Prozor em outubro de 1942, durante a Operação Alfa liderada pelos italianos

No final de agosto de 1942, Mihailović emitiu diretivas às unidades Chetnik ordenando-lhes que se preparassem para uma operação antipartidária em grande escala ao lado das tropas italianas e do NDH.  Em agosto, os Baćović Chetniks participam da operação antipartidária italiana Albia e, em 29 de agosto, matam 141 croatas na região de Makarska e incendeiam 4 aldeias.  Em setembro de 1942, cientes de que não seriam capazes de derrotar os guerrilheiros sozinhos, os chetniks tentaram persuadir os italianos a empreender uma grande operação contra os guerrilheiros no oeste da Bósnia. Trifunović-Birčanin reuniu-se com Roatta nos dias 10 e 21 de setembro e instou-o a realizar esta operação o mais rápido possível para expulsar os guerrilheiros da área de Prozor–Livno e ofereceu 7.500 Chetniks como ajuda, com a condição de que recebessem as armas necessárias e suprimentos. Ele conseguiu obter algumas armas e promessas de ação.  A operação proposta, confrontada com a oposição do líder Ustaše, Ante Pavelić, e de um cauteloso alto comando italiano, foi quase cancelada, mas depois de Jevđević e Trifunović-Birčanin prometerem cooperar com unidades antipartidárias croatas e muçulmanas, foi adiante, com menos envolvimento de Chetnik. 
Baćović e Jevđević, com 3.000 chetniks da Herzegovina, participaram da Operação Alfa liderada pelos italianos,  que envolveu um ataque em duas frentes em direção a Prozor. Os Chetniks lutaram ao lado da 18ª Divisão de Infantaria italiana Messina enquanto avançavam a partir da linha do rio Neretva, enquanto as 714ª e 718ª Divisões de Infantaria alemãs e as forças do NDH avançavam do norte.  Antes da ofensiva, Baćović anunciou abertamente os seus planos para destruir aldeias muçulmanas inteiras.  Prozor e algumas cidades menores foram capturadas pela força combinada ítalo-Chetnik. Os chetniks sob o comando de Baćović e Jevđević participaram com entusiasmo na operação, queimando aldeias croatas e muçulmanas e matando civis.  Entre 14 e 15 de outubro, os chetniks da Herzegovina massacraram mais de 500 muçulmanos e croatas e arrasaram várias aldeias,  alegando que tinham "abrigado e ajudado os guerrilheiros".  No dia 23 de outubro, Baćović relatou a Mihailović que "na operação em Prozor massacramos mais de 2.000 croatas e muçulmanos. Os nossos soldados regressaram entusiasmados".  Segundo o historiador Jozo Tomasevich, dados incompletos mostram que 543 civis foram massacrados.  Pelo menos 656 vítimas foram listadas nominalmente, enquanto outra fonte afirma que cerca de 848 pessoas foram mortas, principalmente “crianças, mulheres e idosos”. O historiador Ivo Goldstein também menciona uma estimativa de 1.500 vítimas, e atribui a discrepância “ao facto de as estimativas se referirem a territórios diferentes”. 
Roatta se opôs a esses "massacres em massa" de civis não combatentes e ameaçou interromper a ajuda italiana aos Chetniks se não terminassem.  Ele solicitou que "Trifunović seja informado de que se a violência de Chetnik contra a população croata e muçulmana não for imediatamente interrompida, deixaremos de fornecer alimentos e salários diários às formações cujos membros são os autores da violência. Se esta situação criminosa continuar, mais grave medidas serão tomadas”.  O massacre irritou o governo do NDH e os italianos tiveram que ordenar que os Chetniks se retirassem de Prozor. Alguns foram totalmente dispensados, enquanto outros foram posteriormente enviados ao norte da Dalmácia para ajudar as forças de Đujić. A Operação Beta ocorreu mais tarde no mesmo mês em que os italianos e as forças do NDH capturaram Livno e localidades vizinhas.  Um mês após o massacre, Jevđević e Baćović escreveram um relatório autocrítico sobre Prozor para Mihailović, na esperança de se distanciarem das ações das suas tropas. 
No final de setembro ou início de outubro de 1942, Baćović e Jevđević mantiveram conversações com o líder muçulmano Ismet Popovac e concordaram em recrutar muçulmanos para as fileiras Chetnik.  A milícia muçulmana Chetnik de Popovac mais tarde lutou contra os guerrilheiros durante a ofensiva Caso Branco liderada pelo Eixo no início de 1943, mas não se destacou.  Em dezembro de 1943, cerca de 4.000 (ou oito por cento) dos Chetniks de Mihailović eram muçulmanos.  
Em outubro de 1942, Baćović emitiu um apelo aos guerrilheiros sérvios que atribuiu a culpa pelo estabelecimento do movimento partidário aos judeus e à "escória da terra". Ele culpou os guerrilheiros pela destruição da sociedade, religião e moral tradicionais sérvias, alegando que eles estavam corrompendo as mulheres e os jovens e promovendo o incesto e a imoralidade. Ele implorou ainda aos guerrilheiros sérvios que aceitassem que estavam sendo liderados por "judeus, muçulmanos, croatas, magiares, búlgaros".  No mesmo mês, a sua equipa emitiu um novo apelo, alegando que os sérvios Chetniks controlavam toda a Sérvia, Montenegro, Sandžak, Herzegovina e a maior parte da Bósnia, e que os guerrilheiros sérvios só se encontravam em alguns locais da Bósnia. Ele instou os guerrilheiros sérvios a desertarem para os chetniks para que pudessem voltar a ser "bons sérvios" e contribuir para a criação de um "estado livre e grande sérvio".  Os bandos de Baćović cometeram mais atrocidades contra croatas e muçulmanos em Mostar e Konjic em novembro. 

### Operações no norte da Dalmácia e Lika
Em novembro e dezembro de 1942, os italianos ajudaram cerca de 4.000 Chetniks de Baćović na Herzegovina a se mudarem para o norte da Dalmácia e Lika, com outros 4.000 a serem realocados posteriormente.  Em Dezembro, preocupados com a possibilidade de as forças aliadas desembarcarem nos Balcãs, os alemães começaram a planear uma ofensiva antipartidária na Bósnia e Herzegovina com o nome de código Caso White. A dimensão da ofensiva planeada exigiu o envolvimento tanto da Guarda Nacional Croata como dos italianos. Mais tarde no planeamento, os italianos começaram a preparar e equipar os destacamentos de Chetnik, incluindo os de Baćović, para o envolvimento na operação.  Em 8 de janeiro, Baćović recebeu o título de vojvoda pelo enfermo Trifunović-Birčanin,  com o nome de guerra de Kalinovički. 
No final de janeiro de 1943, as forças de Baćović no norte da Dalmácia cometeram um massacre de civis croatas na cidade de Vrlika, perto de Split.  Após a morte de Trifunović-Birčanin em fevereiro de 1943, Baćović, Jevđević, Đujić e o chefe de gabinete de Baćović, Radovan Ivanišević, prometeram continuar a sua política de colaboração estreita com os italianos contra os guerrilheiros.  Em 10 de fevereiro de 1943, foi emitida uma proclamação assinada por Baćović, Đujić, Ivanišević e Ilija Mihić. Declarou ao povo da Bósnia, Lika e Dalmácia que os Chetniks tinham purificado a Sérvia, Montenegro e Herzegovina dos Partidários e estavam prestes a fazer o mesmo nas suas áreas. A declaração denunciou os guerrilheiros como o "bando criminoso de Tito, Moše Pijade, Levi Vajnert e outros judeus pagos".  A declaração também conclamava as bases partidárias a matar seus comissários políticos e se juntar aos chetniks, e afirmava que centenas de seus camaradas se rendiam aos chetniks todos os dias porque perceberam que haviam sido "traídos e enganados pelos judeus comunistas" . 
Em 28 de fevereiro de 1943, 2.807 dos 8.137 Chetniks operando no norte da Dalmácia como parte da Milícia Voluntária Anticomunista Italiana (MVAC) XVIIº Corpo estavam sob o comando de Baćović.  Em julho de 1943, o líder partidário montenegrino Milovan Đilas contatou Baćović e Ostojić para estabelecer sua disposição de trabalhar em conjunto contra os alemães e italianos, visto que um novo governo iugoslavo no exílio estava prestes a ser estabelecido em Londres sem Mihailović. Baćović e Ostojić relataram este contacto a Mihailović, que ameaçou excluí-los da sua organização Chetnik se mantivessem contacto com os Partidários. 

### Ações antipartidárias na Herzegovina
Em março e abril de 1943, as tropas de Baćović lutaram contra os guerrilheiros na Herzegovina Oriental. Baćović, em carta ao quartel-general do Chetnik em 28 de março, observa que os guerrilheiros tratam bem os prisioneiros de guerra do Chetnik e que não prejudicam as famílias dos membros do Chetnik após a captura parisiense de Nevesinje. Três dias depois, ele enviou um relatório a Draža Mihailović de que as tropas de Chetnik executaram 70 prisioneiros de guerra partidários e que as casas dos comunistas fugitivos foram incendiadas e as suas famílias estão presas. Em 3 de abril, Baćović relata a Mihailović que incendeia aldeias inteiras, executa pessoas todos os dias e que tem 170 prisioneiros. 

### Cairo, Londres e retorno à Iugoslávia

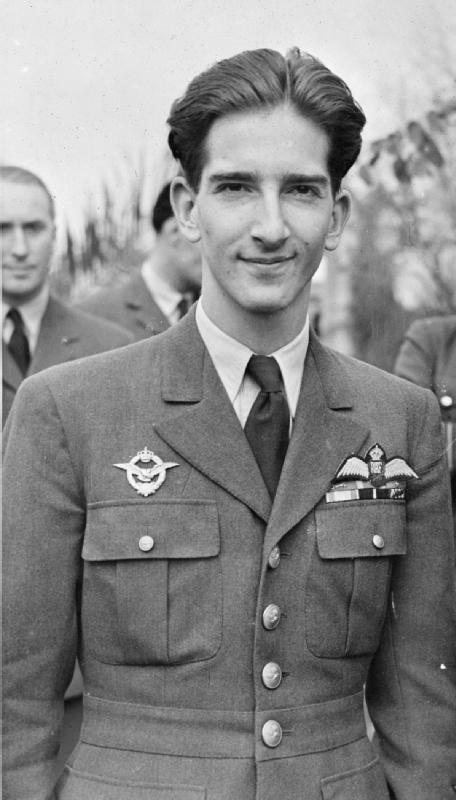
Baćović acompanhou o major Vojislav Lukačević ao casamento em Londres do rei Pedro II da Iugoslávia (foto).

Em meados de fevereiro de 1944, Baćović e Lukačević acompanharam o Coronel Bill Bailey do Executivo de Operações Especiais (SOE) até a costa ao sul de Dubrovnik e foram evacuados de Cavtat por uma canhoneira da Marinha Real. Eles então viajaram via Cairo para Londres, onde Lukačević representou Mihailović no casamento do rei Pedro em 20 de março de 1944.  Depois que o governo britânico decidiu retirar o apoio a Mihailović, Baćović e Lukačević não foram autorizados a retornar à Iugoslávia até que fossem feitos preparativos para que a missão britânica em Mihailović liderada pelo Brigadeiro Charles Armstrong fosse evacuada com segurança do território ocupado. 
Os dois foram detidos pelos britânicos em Bari, na Itália, e minuciosamente revistados pelas autoridades locais, que os suspeitavam de um roubo ocorrido no consulado iugoslavo no Cairo. A maior parte do dinheiro, joias e cartas não censuradas que carregavam foram apreendidas. Os dois saíram de Bari em 30 de maio e pousaram em um campo de aviação em Pranjani, a noroeste de Čačak, pouco depois. Como o seu desembarque em Pranjani coincidiu com a partida de Armstrong, Baćović e Lukačević exigiram que Armstrong fosse mantido como refém até que os seus pertences apreendidos pudessem ser devolvidos de Bari. O pessoal do Chetnik no campo de aviação recusou-se a manter Armstrong por mais tempo, e ele foi autorizado a partir sem incidentes. 
Mais tarde naquele mês, Baćović ajudou a organizar um "Grupo Independente de Resistência Nacional" Chetnik e queria entrar em contato com as forças britânicas que esperavam desembarcar na costa sul do Adriático.  Em 11 de setembro de 1944, Baćović e Ostojić alertaram o quartel-general do Chetnik que muçulmanos e croatas estavam se juntando aos guerrilheiros em grande número e que os chetniks na Bósnia e Herzegovina careciam de comida e munição. Eles sugeriram que Mihailović solicitasse uma ocupação aliada da Iugoslávia ou arriscaria perder a guerra tanto política quanto militarmente. Avaliaram que a população tinha sentido que os Partidários eram agora apoiados pelas três principais Potências Aliadas, mas que os Chetniks tinham agora sido abandonados por eles.  Baćović sempre exortou Mihailović a mostrar moderação nas suas relações com os alemães e italianos, e advertiu frequentemente Mihailović que nunca deveria ser visto a cooperar abertamente com os ocupantes.  Em 20 de outubro de 1944, as tropas partidárias e do Exército Vermelho capturaram Belgrado dos alemães. Pouco depois os Chetniks perderam a Sérvia, o centro do seu movimento.  Após o colapso do movimento Chetnik no início de 1945, Baćović não era mais leal a Mihailović. 

### Morte
Baćović juntou-se às forças de Đurišić em sua jornada em direção ao Ljubljana Gap, na atual Eslovênia, ao lado do ideólogo Chetnik Dragiša Vasić, destacamentos comandados por Ostojić e um grande número de refugiados,  totalizando cerca de 10.000.  Esta força foi formada no 8º Exército Montenegrino de Chetnik, consistindo nas 1ª, 5ª, 8ª e 9ª Divisões (Herzegovina).  Anteriormente, Đurišić e Mihailović discutiram sobre o melhor curso de ação. Đurišić queria retirar-se através da Albânia para a Grécia, mas Mihailović disse-lhe para se preparar para um desembarque dos Aliados, o regresso do rei e o estabelecimento de um governo nacional.  Desde o momento em que Đurišić se juntou a Mihailović no nordeste da Bósnia, ele criticou muito a liderança de Mihailović e defendeu fortemente que todas as tropas Chetnik restantes se mudassem para Ljubljana Gap. Quando Mihailović não se convenceu, Đurišić decidiu mudar-se para lá independentemente dele e providenciou para que o Corpo de Voluntários Sérvios de Dimitrije Ljotić, que já estava lá, o encontrasse perto de Bihać, no oeste da Bósnia, para ajudar na sua movimentação. 
Para levar o seu grupo a Bihać, Đurišić fez um acordo de salvo-conduto com elementos das Forças Armadas do NDH e com o separatista montenegrino Sekula Drljević que com eles colaborava. Os detalhes do acordo não são conhecidos, mas parece que ele e suas tropas deveriam cruzar o rio Sava para a Eslavônia, onde seriam alinhados com Drljević como o "Exército Nacional Montenegrino", com Đurišić mantendo o comando operacional. Đurišić aparentemente tentou enganá-los e enviou apenas seus doentes e feridos para o outro lado do rio, mantendo suas tropas aptas ao sul do rio. Ele começou a mover seu comando para o oeste e, assediado pelas tropas do NDH e pelos guerrilheiros, alcançou o rio Vrbas. Na Batalha do Campo de Lijevče, ao norte de Banja Luka, a força combinada Chetnik foi derrotada por uma forte força NDH que estava armada com tanques fornecidos pelos alemães. 
Após esta derrota e a deserção de uma das suas subunidades para Drljević, Đurišić foi induzido a negociar diretamente com os líderes das forças do NDH sobre o movimento adicional do seu grupo em direção à segurança. No entanto, isso parece ter sido uma armadilha, pois ele foi atacado e capturado por eles a caminho da reunião. De acordo com Tomasevich, exatamente o que aconteceu após a sua captura não está claro, mas Baćović, Đurišić, Vasić e Ostojić foram posteriormente mortos, juntamente com alguns padres ortodoxos sérvios e outros.  Segundo algumas fontes, no dia 20 de abril, Đurišić, Baćović, Vasić e Ostojić foram levados para a prisão de Stara Gradiška, perto de Jasenovac. Os Ustaše os reuniram em um campo ao lado de 5.000 outros prisioneiros Chetnik e fizeram com que Drljević e seus seguidores selecionassem 150 oficiais Chetnik e intelectuais não combatentes para execução.  Đurišić, Baćović, Vasić e Ostojić estavam entre os selecionados.  Eles e os outros foram carregados em barcos pelos Ustaše e levados através do rio Sava, para nunca mais serem vistos. É relatado que eles foram mortos no próprio campo de concentração de Jasenovac ou em um pântano nas proximidades.  Tanto as forças do NDH como Drljević tinham motivos para enredar os Chetniks liderados por Đurišić. As forças do NDH foram motivadas pelo terror em massa cometido contra a população muçulmana em Sandžak e no sudeste da Bósnia, enquanto Drljević se opunha ao apoio de Đurišić a uma união da Sérvia e Montenegro que ia contra o separatismo de Drljević. 

### Livros
- Cohen, Philip J. (1996). Serbia's Secret War: Propaganda and the Deceit of History. College Station, Texas: Texas A&M University Press. ISBN 978-0-89096-760-7
- Dizdar, Zdravko (1997). «Baćović, Petar». In:  Stuparić, Darko. Tko je tko u NDH: Hrvatska 1941–1945 [Who was who in the NDH: Croatia 1941–1945]. Biblioteka Leksikoni (em croata). Zagreb, Croatia: Minerva. ISBN 978-953-6377-03-9
- Dizdar, Zdravko; Sobolevski, Mihael (1999). Prešućivani četnički zločini u Hrvatskoj i u Bosni i Hercegovini 1941–1945 [Suppressed Chetnik Crimes in Croatia and Bosnia and Herzegovina 1941–1945] (em servo-croata). Zagreb, Croatia: Hrvatski institut za povijest. OCLC 606588245
- Fleming, Thomas (2002). Montenegro: The Divided Land. Rockford, Illinois: Chronicles Press. ISBN 978-0-9619364-9-5
- Hoare, Marko Attila (2006). Genocide and Resistance in Hitler's Bosnia: The Partisans and the Chetniks, 1941–1943. New York City, New York: Oxford University Press. ISBN 978-0-19-726380-8
- Hoare, Marko Attila (2013). Bosnian Muslims in the Second World War. Oxford, UK: Oxford University Press. ISBN 978-0-231-70394-9
- Jelić-Butić, Fikreta (1986). Četnici u Hrvatskoj, 1941–1945 [The Chetniks in Croatia, 1941–1945] (em servo-croata). Zagreb, Yugoslavia: Globus. ISBN 978-86-343-0010-9
- Judah, Tim (2000). The Serbs: History, Myth and the Destruction of Yugoslavia 2nd ed. New Haven, Connecticut: Yale University Press. ISBN 978-0-300-08507-5
- Malcolm, Noel (1996). Bosnia: A Short History 2nd ed. New York City, New York: New York University Press. ISBN 978-0-8147-5520-4
- Milazzo, Matteo J. (1975). The Chetnik Movement & the Yugoslav Resistance. Baltimore, Maryland: Johns Hopkins University Press. ISBN 978-0-8018-1589-8
- Pajović, Radoje (1987). Pavle Đurišić (em servo-croata). Zagreb, Yugoslavia: Centar za informacije i publicitet. ISBN 978-86-7125-006-1
- Pavlowitch, Stevan K. (2008). Hitler's New Disorder: The Second World War in Yugoslavia. New York City, New York: Columbia University Press. ISBN 978-1-85065-895-5
- Popović, Jovo; Lolić, Marko; Latas, Branko (1988). Pop izdaje: četnički vojvoda Momčilo Đujić [Traitor Priest: Chetnik Commander Momčilo Đujić] (em servo-croata). Zagreb, Yugoslavia: Stvarnost. ISBN 978-86-7075-039-5
- Ramet, Sabrina P. (2006). The Three Yugoslavias: State-Building and Legitimation, 1918–2005. Bloomington, Indiana: Indiana University Press. ISBN 978-0-253-34656-8
- Redžić, Enver (2005). Bosnia and Herzegovina in the Second World War. London, UK: Frank Cass. ISBN 978-0-71465-625-0
- Roberts, Walter R. (1987). Tito, Mihailović and the Allies: 1941–1945. New Brunswick, New Jersey: Duke University Press. ISBN 978-0-8223-0773-0
- Thomas, Nigel; Mikulan, Krunoslav (1995). Axis Forces in Yugoslavia 1941–45. New York City, New York: Osprey Publishing. ISBN 978-1-85532-473-2
- Tomasevich, Jozo (1975). War and Revolution in Yugoslavia, 1941–1945: The Chetniks. Stanford, California: Stanford University Press. ISBN 978-0-8047-0857-9
- Tomasevich, Jozo (2001). War and Revolution in Yugoslavia, 1941–1945: Occupation and Collaboration. Stanford, California: Stanford University Press. ISBN 978-0-8047-3615-2
- Radanović, Milan (2016). Kazna i zločin:Snage kolaboracije u Srbiji. [S.l.]: Rosa Luxemburg Stiftung
- Živković, Milutin (2017). Санџак 1941-1943 [Sanžak 1941-1943] (em servo-croata). Belgrade: University of Belgrade

### Online
- Goldstein, Ivo (7 de novembro de 2012). «Četnički zločin u Rami u listopadu 1942. godine (III dio)» [Chetnik Crimes in Rama in October 1942, Part III] (em servo-croata). Prometej. Arquivado do original em 22 de novembro de 2012